# Pluteus 29.1

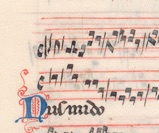
Cláusula Nusmido, el ejemplo más antiguo conocido de retrogradación en la música, en Pluteus 29.1, folio 150 verso.

Pluteus 29.1, también conocido como Pluteo 29.1 o Manuscrito de Florencia, es un manuscrito iluminado que se conserva en la Biblioteca Medicea Laurenziana de Florencia. El manuscrito se cree que fue elaborado por el taller de Johannes Grusch en París durante la segunda mitad del siglo XIII, probablemente entre 1245 y 1255.

## Descripción
Se trata de un manuscrito de grandes dimensiones, de 232 × 157, escrito por una sola mano y se divide en 11 fascículos, todos ellos organizados siguiendo el ciclo litúrgico. Las páginas contienen doce pentagramas. El manuscrito presenta una laguna que ha sido identificada debido a una doble paginación.
Constituye la mayor colección existente de música escrita en el estilo de Notre Dame, principalmente organa, conducti y motetes. Contiene un total de 1023 composiciones, exclusivamente religiosas, escritas para las grandes fiestas de Navidad, Pascua, Pentecostés y la Asunción, así como de otros cultos que se practicaban en París: Sainte-Madeleine, Saint-André o Saint Denis. Todo el contenido constituye en esencia una copia del Magnus Liber Organi de Léonin (con un centenar de piezas atribuidas), junto con las adiciones de Pérotin y de su escuela descrita por el Anónimo IV en el capítulo VI.
La notación musical empleada es modal. La iluminación del manuscrito está formada por trece iniciales historiadas y una miniatura que ocupa una página completa que le sirve de portada o frontispicio al libro. El manuscrito fue publicado en facsímil por el Instituto de la Música Medieval en 1967.

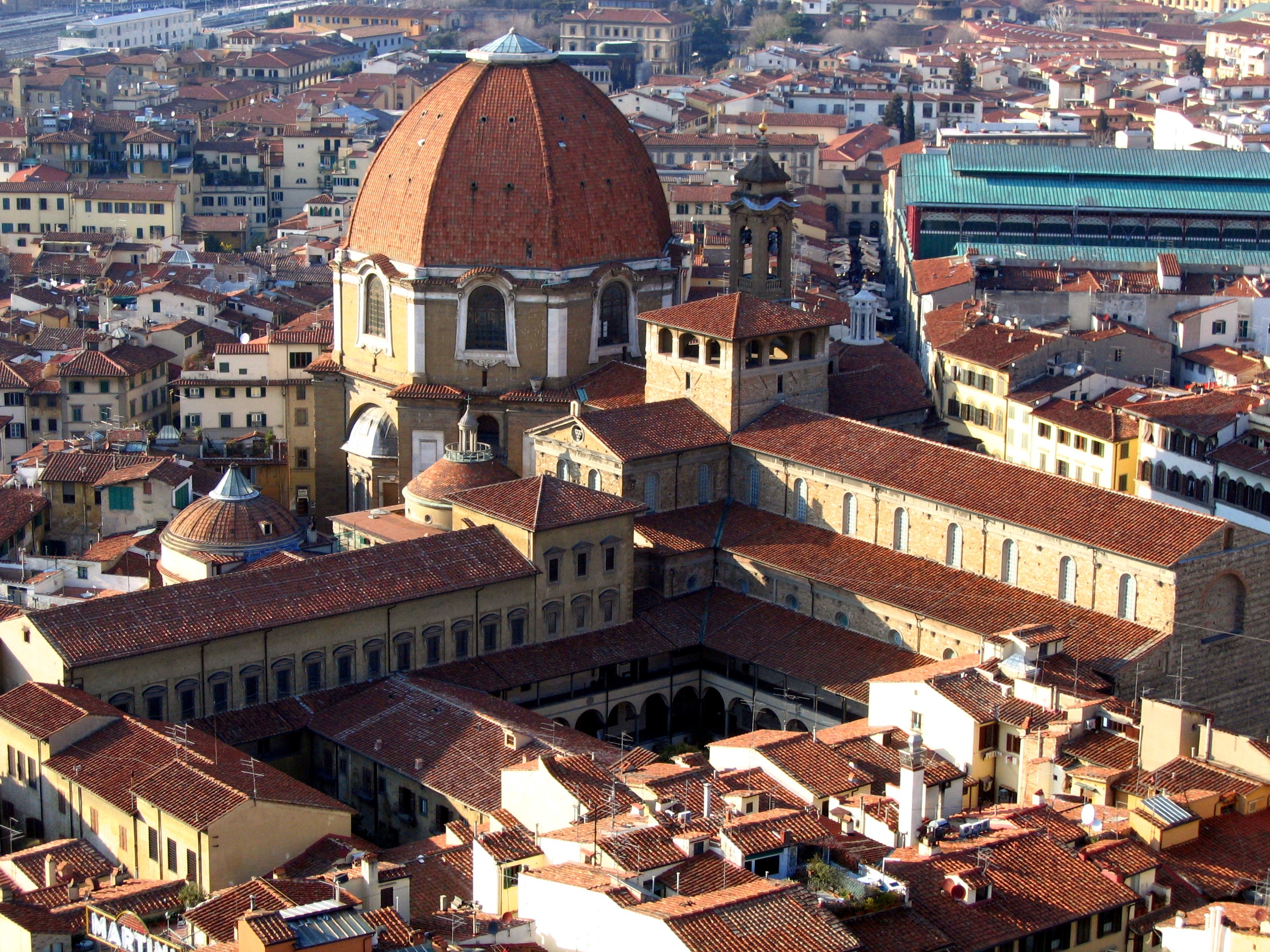
Biblioteca Laurenciana en Florencia.